# 長野県道456号大島阿島線
長野県道456号大島阿島線（ながのけんどう456ごう おおしまあじません）は、長野県下伊那郡喬木村を走る一般県道。

## 概要

### 路線データ
- 起点：下伊那郡喬木村字大島
- 終点：下伊那郡喬木村字阿島（阿島交差点、長野県道18号伊那生田飯田線交点）

## 通過する自治体
- 下伊那郡喬木村

## 交差・接続する道路
- 長野県道18号伊那生田飯田線 - 下伊那郡喬木村阿島（阿島交差点、終点）